# Čejkovy
Čejkovy (dříve Čejkov) jsou vesnice, část obce Hrádek v okrese Klatovy v Plzeňském kraji. Nachází se asi 3,5 kilometru severovýchodně od Hrádku. V roce 2011 zde trvale žilo 188 obyvatel.
Čejkovy jsou také název katastrálního území o rozloze 7,6 km².

## Historie
Archeologickým výzkumem v domě čp. 19 bylo doloženo osídlení ze 12. století. Byly zjištěny kamenné základy dřevěné stavby a uvnitř ní byly objeveny základy pro chlebovou pec a nalezeno množství keramiky.[zdroj⁠?!] Ves patřila od doby kolem roku 1160 doksanskému klášteru jako součást zbynického újezdu, záhy ji získal svatojiřský klášter na Pražském hradě. První písemná zmínka o vesnici pochází z listinného falza hlásícího se k roku 1227. Později ves přešla z církevního do šlechtického majetku a dala vzniknout predikátu „z Čejkov“ užívanému několika vladyckými a rytířskými rody. Ve 14. století vesnici vlastnil šlechtic Vintíř, který sídlil na zdejší tvrzi.

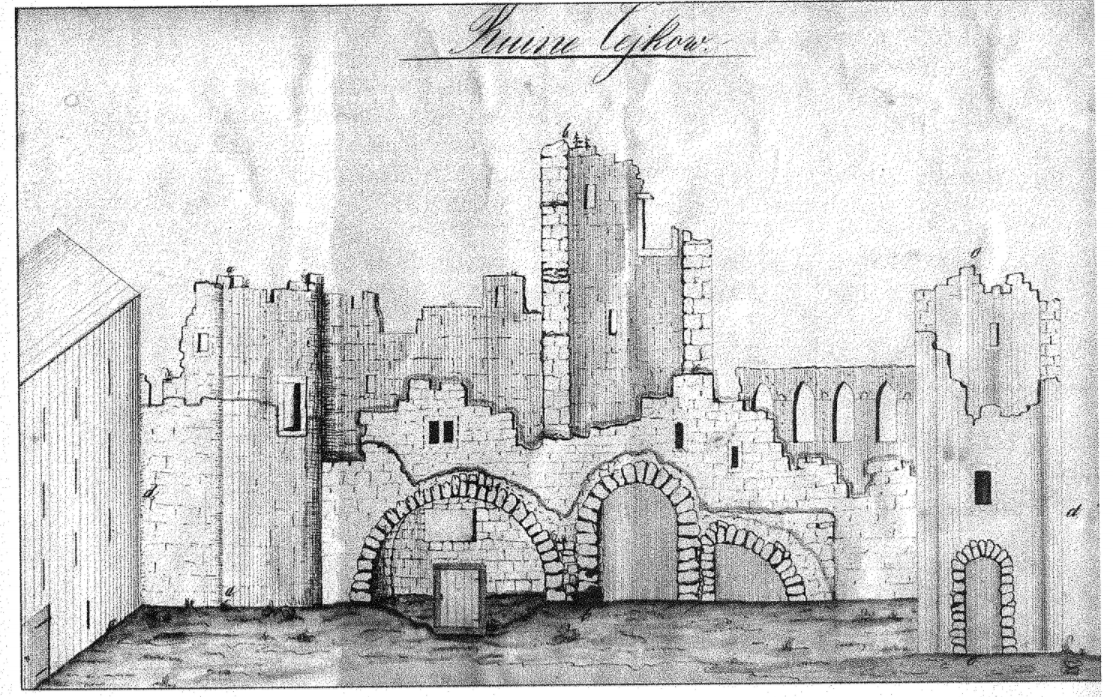
Nákres zříceniny tvrze z první poloviny 19. století

Dalšími majiteli tvrze a vsi byli v 15. století Ojíř a Vilém, v 16. století rod Švihovských z Rýzmberka a poté Račínů z Račína. Ves příslušela k hradu Rabí. V 17. století oblast poznamenala třicetiletá válka. V daném období byla vesnice připojena k panství Nalžovy. Nalžovské panství pak v 18. století patřilo Pöttingům z Horních Rakous a později Taaffeovým z Irska.
Tvrz i ves Čejkov utrpěly ve třicetileté válce (1618–1648). Stavba tvrze na nevýrazné ostrožně ve východní části obce je k roku 1718 uváděna jako „tvrz shořelá, zdi stojejí s komíny, však bez střechy“. Dochoval se nákres zříceniny tvrze z první poloviny 19. století (pořízený R. Oppitzem, uložený ve Státním oblastním archivu Plzeň, pobočka Klatovy). Na konci 19. století byly zbytky tvrze odstraněny a na jejich místě vystavěn dům čp. 70 (zvaný U Soukupů).
V soupisu provedeném k roku 1843 udává František Palacký v městečku Čejkov 418 obyvatel české národnosti v 59 domech.

## Obyvatelstvo
| Rok            | 1869 | 1880 | 1890 | 1900 | 1910 | 1921 | 1930 | 1950 | 1961 | 1970 | 1980 | 1991 | 2001 | 2011 | 2021 |
| -------------- | ---- | ---- | ---- | ---- | ---- | ---- | ---- | ---- | ---- | ---- | ---- | ---- | ---- | ---- | ---- |
| Počet obyvatel | 482  | 478  | 461  | 471  | 414  | 404  | 364  | 288  | 288  | 240  | 210  | 231  | 183  | 188  | 150  |
| Počet domů     | 65   | 67   | 66   | 64   | 65   | 66   | 73   | 71   | 109  | 64   | 61   | 76   | 78   | 81   | 80   |

## Obecní správa
Při sčítání lidu v letech 1850–1976 Čejkovy byly samostatnou obcí, se kterým patřily nejprve do okresu Sušice, ale od roku 1960 v okrese Klatovy. Od 30. dubna 1976 jsou částí obce Hrádek v okrese Klatovy. V letech 1961–1976 k obci patřily Zbynice.

## Pamětihodnosti
- Vesnice leží na hranici přírodního parku Buděticko. Asi 300 metrů jižně od Čejkov se nachází tzv. Volské dráhy – pozůstatek původních obecních drah určených k pasení dobytka. Na drahách bylo množství velkých žulových balvanů. Podstatná část drah byla zrekultivována a balvany byly odstraněny. Byl ponechán pouze okrajový prostor o délce 100 metrů a šířce 25 metr§. Zůstalo tam okolo padesáti velkých balvanů, největší z nich měří 4 metry na délku a 1,5 metru na výšku.[zdroj⁠?!]
- Ve vsi se dochoval špýchar, který byl součástí tvrze a později panského statku. Pozoruhodná jsou pozdně gotická kamenná ostění horních oken v severní a západní zdi.
- V katastrálním území Čejkov jsou čtyři lesní studánky.[zdroj⁠?!]
- Na skále v lese nad poli nad rybníkem Cukovákem stojí železný kříž.

## Galerie

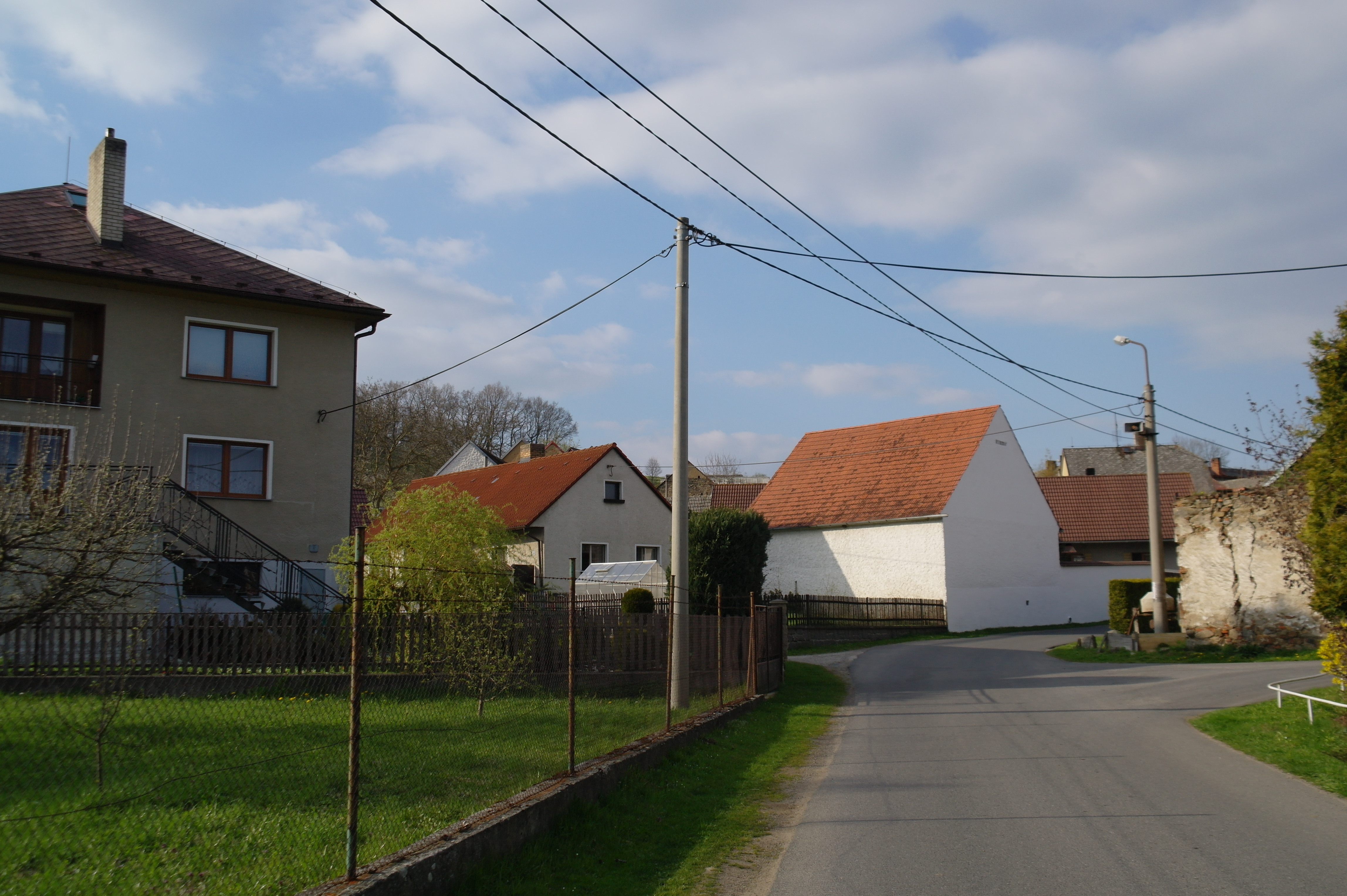
Cesta
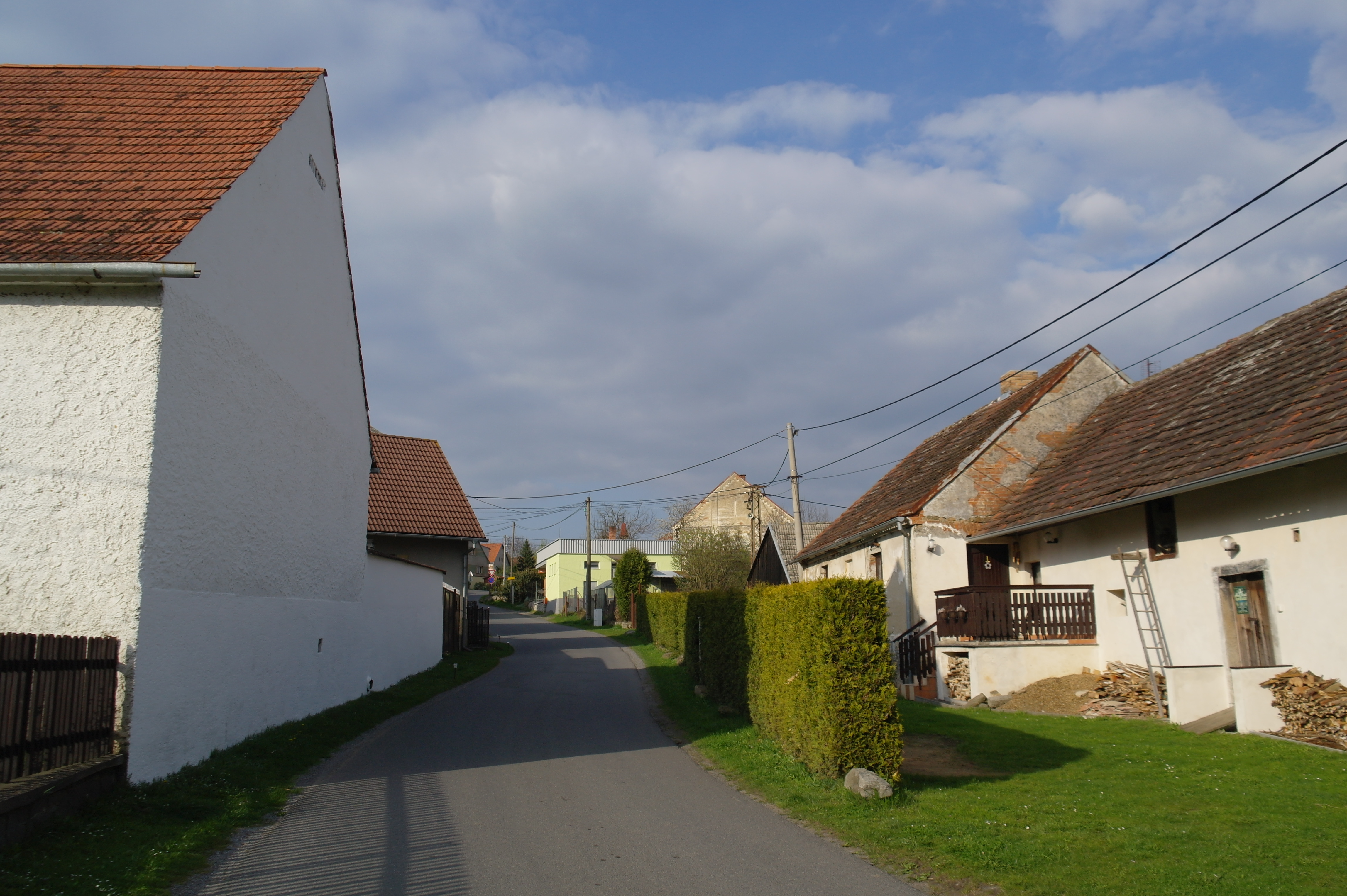
Cesta mezi domy
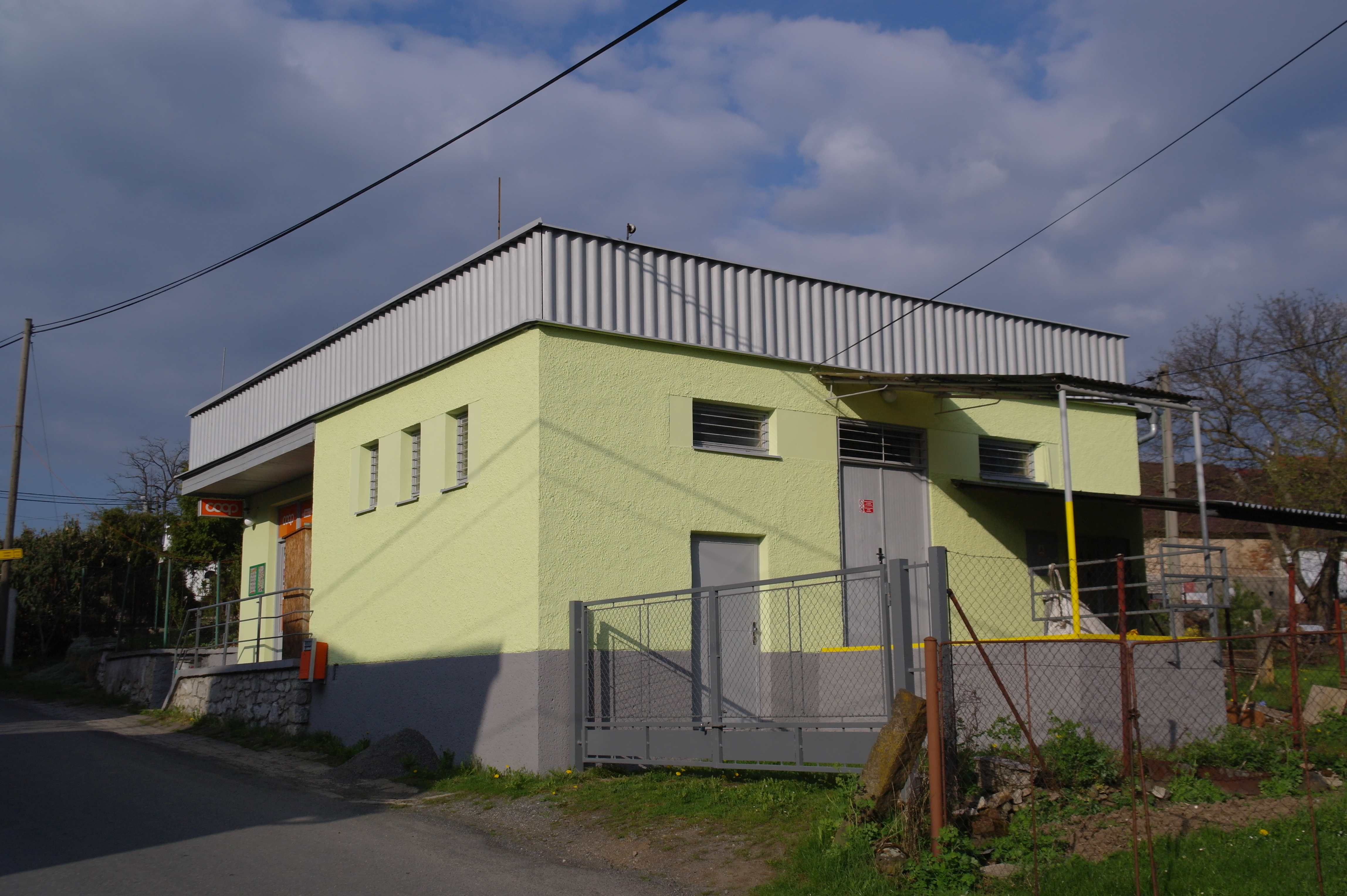
Konzum
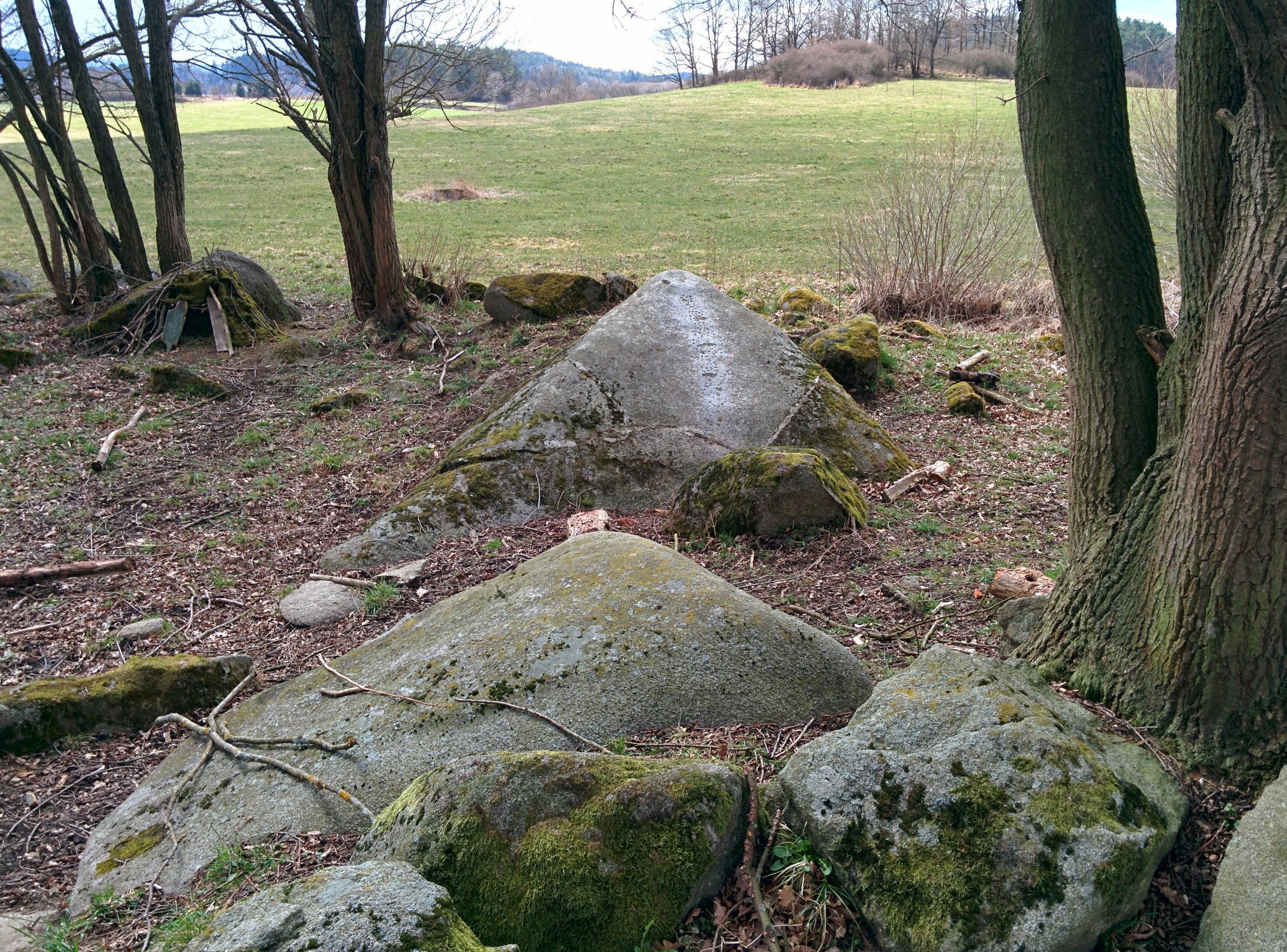
Skupina žulových balvanů stažených z okolních polí a luk, která po staletí sloužila ke hrám místních dětí. Uprostřed je kámen zvaný Skluzavka.
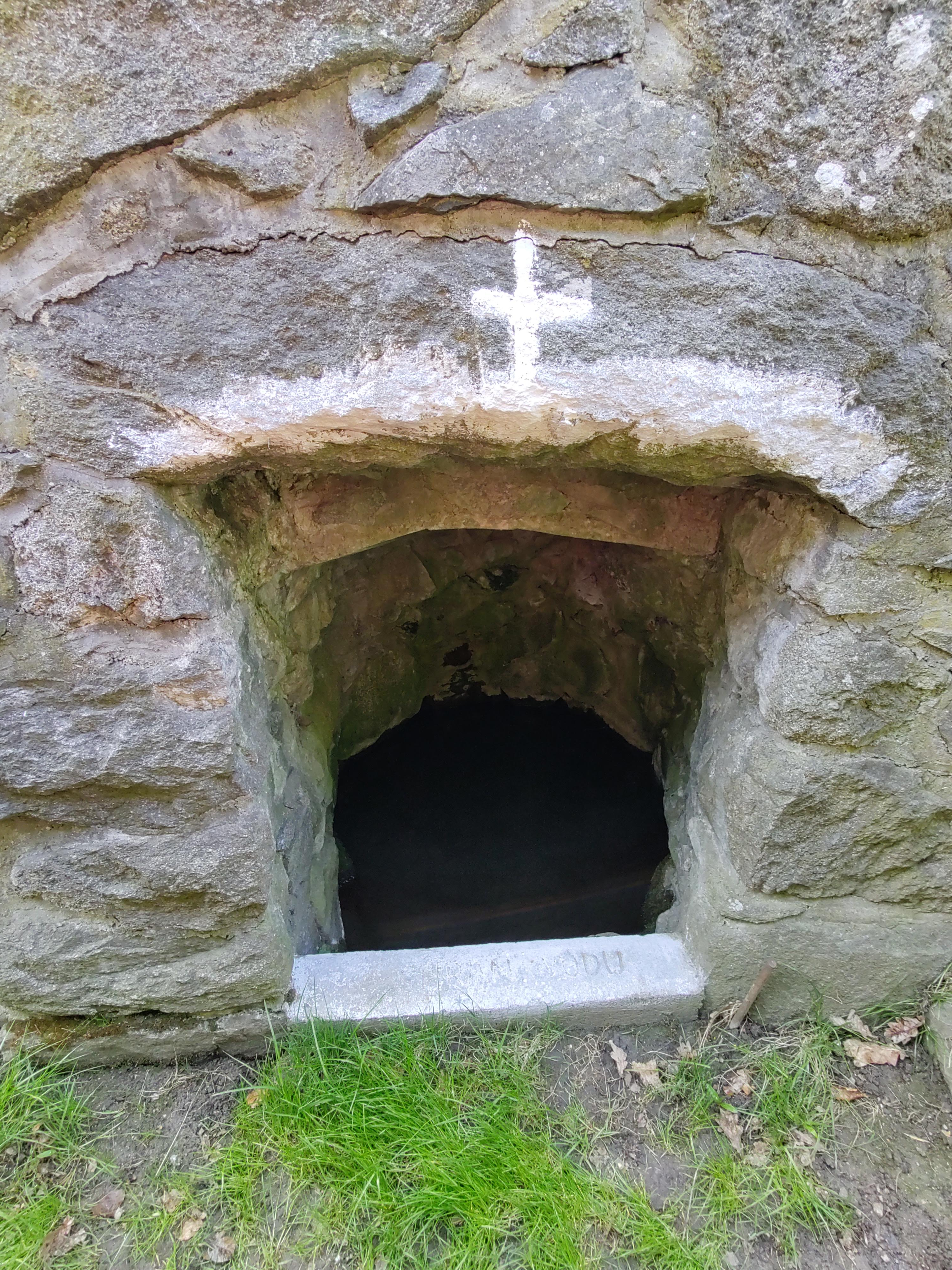
Studánka Očenáška, která zásobovala vodou skupinu domů ve střední části obce